# Tetrastes
Tetrastes is een geslacht van vogels uit de familie fazantachtigen (Phasianidae).

## Soorten
Het geslacht kent de volgende soorten:
- Tetrastes bonasia – Hazelhoen
- Tetrastes sewerzowi – Zwartborsthazelhoen